# François-Paul Dreyfus
Pour les articles homonymes, voir Dreyfus.
François-Paul ou François Dreyfus ou le Père Paul Dreyfus, né le 9 août 1918 à Mulhouse et mort le 18 décembre 1999, est un prêtre et dominicain français.

## Biographie
François est né à Mulhouse, dans une famille juive, le 9 août 1918. Il était donc allemand mais devint français à l'âge de trois mois. Adolescent, il découvre la Bible chrétienne, les évangiles l'impressionnent considérablement : il y voit l'aboutissement logique de l'Ancien testament. Il est reçu au concours d'entrée à l'École Polytechnique. Juste après sa sortie en 1939, la guerre est déclarée. Il est officier, capturé et envoyé en camp. C'est là qu'il reçoit le baptême en 1941. Traité en officier, il fréquente en camp d'éminents théologiens, surtout dominicains (il va même donner des cours d'hébreu). Il entre chez les dominicains en 1947, y prend le nom de Paul, sous lequel il est connu dans l'Ordre.
À partir de 1968, il est professeur de théologie biblique à l'École biblique et archéologique française de Jérusalem (Ebaf).

En 1990, il devient paralysé. Il demande à rester dans la Communauté des Frères de Saint Jean, à Rimont. Sa santé décline lentement ; hospitalisé, il meurt peu de jours après, le 18 décembre 1999.
Il a écrit divers articles de très grande importance théologique sur le fossé entre l'exégèse (qui devient une activité stérile, sans fruits) et la foi des fidèles, et entre l'exégèse et l'enseignement traditionnel, mais ces articles restent sans impact.

Il est l'auteur d'un ouvrage couronné par le prix Véga-et-Lods-de-Wegmann décerné par l'Académie française : Jésus savait-il qu'il était Dieu ?, Éditions du Cerf, 1984, 144 p.. Le site de l'éditeur résume ainsi cet ouvrage : « La tradition de l’Église affirme que Jésus savait qu’il était Dieu. L’exégèse scientifique moderne semble confirmer cette affirmation. »